# Hemigrammus silimoni
Hemigrammus silimoni är en fiskart som beskrevs av Heraldo A. Britski och Lima 2008. Hemigrammus silimoni ingår i släktet Hemigrammus och familjen Characidae. Inga underarter finns listade i Catalogue of Life.